# Peppermint Candy
Peppermint Candy (Originaltitel: Bakha Satang) ist ein südkoreanischer Spielfilm von Lee Chang-dong aus dem Jahr 2000. In Deutschland wird der Film 2019 als Beilage im Mediabook zu Burning (2018) erstmals veröffentlicht.

## Handlung und Aufbau
Die Geschichte beginnt an ihrem Ende und arbeitet sich in sieben Sequenzen zurück zu ihrem Ursprung, wobei sie im Ganzen zwei Jahrzehnte umfasst. Nach und nach werden so der zu Beginn des Films gesehene Schluss der Geschichte und die vorangegangenen Abschnitte klar.
Der Film nimmt seinen Anfang im Frühjahr 1999 während des Picknicks ehemaliger Klassenkameraden an einem Flussufer, aus Anlass des 20-jährigen Jubiläums ihres ersten Klassentreffens. Ein aufgeregter Mann im Anzug stört das Treffen. Nachdem die Gruppe in ihm ihren alten Schulfreund Yongho wiedererkennt, klettert Yongho auf die nahegelegene Eisenbahnbrücke. Als er einen Schnellzug wahrnimmt, der sich rasant ihm nähert und ihn zu erfassen droht, stößt er den verzweifelten Schrei aus „Ich gehe zurück!“
Damit leitet er filmisch den in mehreren Etappen angelegten Rückblick ein, der am Ende erklären wird, wer Yongho war und wie es zu seinem Selbstmord auf der Brücke kommt. Zwischen den einzelnen Sequenzen erscheint ein Ausschnitt aus einem Gleisstrang mit einem darauf rückwärts fahrenden Zug. So wie die Gleise alles linear verbinden, sind auch die Stationen in Yonghos Leben kausal miteinander verknüpft und führen unausweichlich zu seinem vorbestimmten Schicksal.
Der Filmverlauf führt uns zunächst 3 Tage zurück. Yongho wurde von seiner Ehefrau verlassen, hat sein gesamtes Vermögen an der Börse verloren und zudem Schulden bei einem Kredithai. Von seinem letzten Geld kauft er sich einen Revolver, mit der Absicht seinem Leben ein Ende zu bereiten. Da erfährt er, dass seine erste und große Liebe Sunim auf dem Totenbett liegt und sich wünscht, ihn noch ein letztes Mal zu sehen.
Die nächste Station führt ins Jahr 1994. Yongho ist unglücklich mit Hongja verheiratet, betreibt ein kleines Geschäft und hat ein Verhältnis mit einer seiner Angestellten. Ein zufälliges Treffen mit einer Person aus seiner Vergangenheit leitet über zur nächsten Sequenz nach 1987. Yongho arbeitet als Polizist – und schreckt selbst vor Folter nicht zurück, um Geständnisse zu erpressen. Zwischen seiner schwangeren Frau Hongja und ihm sind erste Zeichen einer Krise wahrnehmbar. Einen Schritt zurück, 1984, beginnt Yongho seinen Polizeidienst und prügelt sein erstes Geständnis aus einem Verdächtigen – was ihn traumatisiert. Aus diesem Trauma kann ihn auch ein Besuch seiner ersten großen Liebe nicht befreien. Zu dieser Zeit lernt er Hongja kennen.
Schließlich erreicht der Film den Moment, der Yonghos Leben veränderte. 1980, während seines Militärdienstes erschießt er fahrlässig eine Studentin auf ihrem Heimweg. Das Ende des Films führt den Zuschauer in das Jahr 1979 an dasselbe Flussufer, an dem 20 Jahre später Yonghos Leben enden soll. Dieselben Picknicker wie zu Beginn des Films – alle 20 Jahre jünger – haben ihr erstes Treffen. Unter ihnen sind Yongho und seine große Liebe Sunim. Yongho ist ein hoffnungsfroher junger Mann, der davon träumt, eines Tages Fotograf zu werden. Der Zuschauer weiß bereits, dass es anders für ihn kommen soll.

## Hintergründe
Der Protagonist durchlebt exemplarisch die Ereignisse der jüngsten koreanischen Geschichte, den Weg Südkoreas zur Demokratie. Das Schlüsselereignis in Yonghos Leben spielt vor dem Hintergrund des Gwangju-Aufstands im Jahr 1980, als demonstrierende Studenten und Bürger Opfer mehrtägiger Massaker durch die Truppen der Militärregierung wurden. Während der 1980er Jahre verhärtet sich Yonghos Charakter unter Einfluss der brutalen Polizeimethoden. Tatsächlich waren die 1980er Jahre in Südkorea geprägt von Regime General Chun Doo-hwans, unter dem eine Art Kriegsrecht aufrechterhalten wurde. Die Verfassungsreform von 1988 bringt die politische Wende, mit der auch wirtschaftliches Wachstum einhergeht. Yongho baut sich in dieser Zeit eine Existenz als selbständiger Geschäftsmann auf, bis 1997 der große Wirtschaftscrash in Ostasien Investitionsblasen zerplatzen lässt.
Die unchronologische Erzählhaltung und das Thema des Vorherbestimmtheit und Unausweichlichkeit des Schicksals erinnern auf internationaler Ebene an andere Filme aus dem gleichen Zeitraum (Lola rennt, Memento).

## Festivals
- Toronto International Film Festival
- The Times bfi London Film Festival
- New York New Directors/New Films Festival